# Hexorthodes accurata
Hexorthodes accurata là một loài bướm đêm trong họ Noctuidae.